# Пуническа стена в Картахена
Пуническата стена в Картахена (на испански: Muralla púnica de Cartagena) е древна полуразрушена крепостна стена в град Картахена, Испания, построена от картагенците в края на III век пр.н.е.
Тя е изградена по време на Втората пуническа война и е сред малкото запазени до днес картагенски паметници в Испания.